# Stöa
Stöa (Støa) är en by i Trysils kommun, Innlandet fylke, Norge. Byn ligger nära gränsen till Sverige. Under andra halvan av 1800-talet byggdes en 5,5 km lång kanal som heter Stöa kanal från Stöa för att kunna transportera timmer från Ljörälven till Klarälven och sågverk i Värmland.